# Monique Steegers
Monique Anna Henrica Steegers (Voorburg, 18 juli 1965) is een Nederlands hoogleraar aan de Vrije Universiteit van Amsterdam.
Ze groeide op in Alphen aan den Rijn in een katholiek gezin waarbij vader op een onderwijsbureau werkte en moeder de huishouding verzorgde. Haar broer is ook medicus.
Haar middelbare schoolperiode doorliep ze aan het Voorbereidend wetenschappelijk onderwijs (VWO) van het Ashram College in Alphen aan den Rijn (1977-1983). Tussen 1983 en 1989 studeerde ze geneeskunde aan de Erasmus Universiteit te Rotterdam. Specialisatie tot anesthesioloog en pijnbestrijding vond plaats aan het Radboudumc (1991-1996); in 1996-1997 voerde ze dat beroep daar ook uit. Het volgende jaar werkte in die functie(s) in het Sint-Joseph Ziekenhuis te Veghel. In 1998 was ze terug in Nijmegen en werkte daar tot 2019. In dat jaar stapte ze over naar het ziekenhuis Amsterdam UMC. Ze combineerde haar beroep toen met het hoogleraarschap pijn- en palliatieve geneeskunde aan de VU. Ze was na haar benoeming de eerste en dus enige vrouwelijke hoogleraar op dat gebied.
Fascinatie voor de anesthesioloog, die mensen sterk verdooft terwijl essentiële functies van het lijf (soms met ondersteuning) operationeel blijven, leidde weer tot het willen weten hoe dat in zijn werk gaat. Ze trof op het vakgebied pijnbestrijding (nog) tal van open terreinen aan. Een van die terreinen is de ervaring van pijn op zowel fysiek, mentaal als sociaal gebied. Ze constateerde dat er weinig over gesproken werd, terwijl 25 % van de volwassen bevolking er last van heeft (je mag er eigenlijk niet over klagen). Dat laatste vond ze ook in haar opleiding terug; er werd relatief weinig aandacht aan besteed, terwijl het bij de huisarts de meest aangediende klacht is. Bovendien had ze te maken met de geneeskundige mannenwereld, die niet goed kon/kan inschatten wat de pijnbeleving bij vrouwen is, terwijl deze vanwege een uitgebreider pijnzenuwgestel wel vaker en heviger klachten hebben. Pas sinds 2006 kwam er serieuze aandacht voor het verschil tussen de seksen op dit vlak. Daarenboven geldt dat vrouwen, meer dan mannen, pijn ervaren, denk bijvoorbeeld aan de bevalling en het inbrengen van spiraaltjes.
Vanaf 2022 is ze voorzitter van de Nederlandse afdeling van International Association of Pain; sinds 2024 bestuurslid van World Institute of Pain. Al eerder was ze voorzitter van de Pijnalliantie in Nederland (PAIN). Ook bij die eerste twee instellingen trof ze grotendeels een mannenwereld aan. Zelf vindt ze het van belang dat meer vrouwelijke wetenschappers in de pijnbestrijding gaan werken of er leidende functies nemen. Ook een uitbreiding van de studie naar de pijnbestrijding tijdens palliatieve zorg in de laatste levensfase heeft haar aandacht, zoals stages binnen de hospices.
- Gemeinsame Normdatei: 174028571
- International Standard Name Identifier: 0000 0003 9289 5173
- Nederlandse Thesaurus van Auteursnamen: 298975912
- ORCID: 0000-0003-0812-5089
- Virtual International Authority File: 287080895